# Carlos Alberto Lecueder
Carlos Alberto Lecueder Atchugarry (Montevideo, 27 de junio de 1951) es un empresario y contador público uruguayo, que dirige el estudio Luis E. Lecueder.

## Biografía
Lecueder es Contador Público y Licenciado en Administración. Es director del Estudio Luis E. Lecueder, que administra el complejo World Trade Center Montevideo, así como diversos centros comerciales: Montevideo, Portones, Tres Cruces, Nuevocentro, Plaza Italia, y los shoppings de Colonia, Salto, Mercedes, Paysandú y Minas. El Estudio es, además, asesor profesional de diversas empresas uruguayas y de Argentina y Paraguay. 
Es presidente de la Junta Consultiva del International Council of Shopping Centers, Sud América y posee títulos profesionales internacionales otorgados por el International Council of Shopping Centers, que le ha otorgado también el premio «Distinguished Service Award» por su liderazgo en el desarrollo de la industria de
Shopping Centers en América Latina. Ha recibido para Montevideo Shopping Center 5 premios «Maxi Awards» en el
Concurso Mundial de Promociones de Shopping Centers que se realiza anualmente en Estados Unidos.

## World Trade Center
En la zona del Puerto del Buceo en Montevideo se construyó en los últimos años cuatro torres comerciales (WTC I, II, III y IV), con más de 20 pisos de oficinas cada una. WTC IV con 40 pisos. 
Ádemás de WTC Free Zone.

## Nuevo centro comercial
A mediados del 2009, el estudio Luis Lecueder en conjunto con la empresa CUTCSA confirmaron la construcción, ya aprobada por la IMM, de un nuevo centro comercial en el barrio Jacinto Vera. El nombre del nuevo establecimiento es "Nuevocentro Shopping" y está ubicado en la intersección de la Avenida Luis Alberto de Herrera y Bulevar Artigas, en las inmediaciones del Edificio Libertad y del monumento a Luis Batlle Berres. La elección del nombre se realizó mediante un concurso abierto al público. Es un centro comercial de última generación, con 100 locales, dos plantas, cine, entretenimientos y una estupenda plaza de comidas con terrazas al exterior. El centro comercial es de 25 mil metros cuadrados.